# Carlisle Floyd
Carlisle Floyd (Latta, Carolina del Sur, 11 de junio de 1926-Tallahassee, 30 de septiembre de 2021) fue un compositor estadounidense de óperas.
La mayor parte de sus obras se basan en temas del Sur. Su ópera Susannah (1955) es la más interpretada en los Estados Unidos después de Porgy y Bess, y está considerada como su obra maestra. Fue compuesta cuando estaba en la facultad de piano de la Universidad Estatal de Florida. 
Fue alumno del pianista Rudolf Firkušný, para quien compuso su única sonata para piano. Firkušný la estrenó en un recital en el Carnegie Hall y luego fue olvidada, hasta que en 2009 el pianista Daniell Revenaugh hizo la primera grabación de la obra.
También compuso la cantata Pilgrimage.

## Principales trabajos
- Slow Dusk (1949)
- Susannah (1955)
- Wuthering Heights (1958)
- The Passion of Jonathan Wade (1962)
- The Sojourner and Mollie Sinclair (1963)
- Markheim (1966)
- Of Mice and Men (1970)
- Flower and Hawk (1972)
- Bilby's Doll (1976)
- Willie Stark (1981)
- Cold Sassy Tree (2000)

## Discografía
- Susannah (Curtin, Cassilly, Treigle; Andersson, 1962) [en vivo] VAI.
- The World So Wide por Dawn Upshaw con un extracto de Susannah.